# Tropidonotacris
Tropidonotacris is een geslacht van rechtvleugeligen uit de familie sabelsprinkhanen (Tettigoniidae). De wetenschappelijke naam van dit geslacht is voor het eerst geldig gepubliceerd in 1954 door Lucien Chopard.

## Soorten
Het geslacht Tropidonotacris omvat de volgende soorten:
- Tropidonotacris amabilis Ragge, 1957
- Tropidonotacris carinata Chopard, 1954
- Tropidonotacris grandis Ragge, 1957